# Phoracantha punctata
Phoracantha punctata är en skalbaggsart som först beskrevs av Donovan 1805.  Phoracantha punctata ingår i släktet Phoracantha och familjen långhorningar. Inga underarter finns listade i Catalogue of Life.

## Bildgalleri

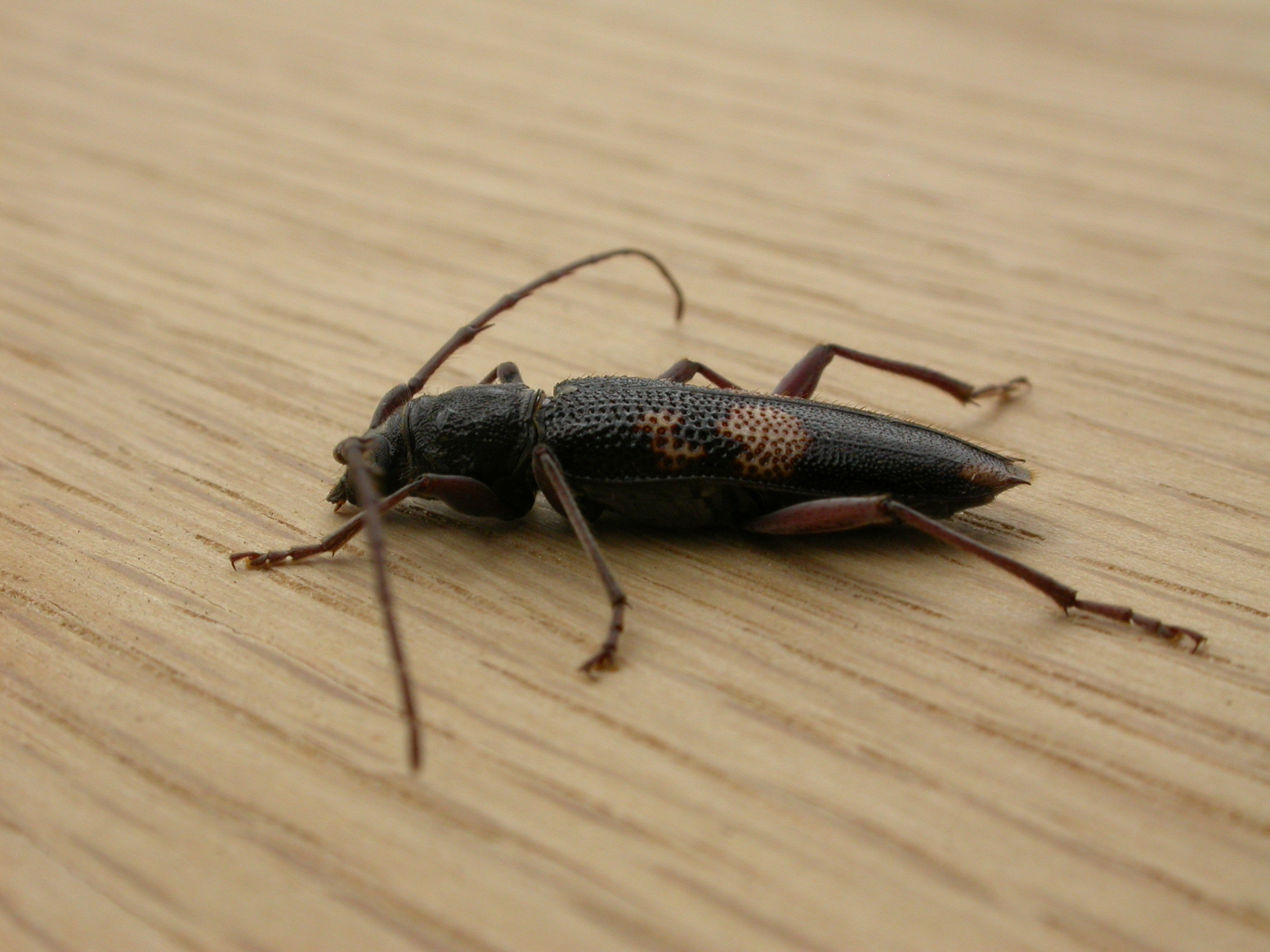
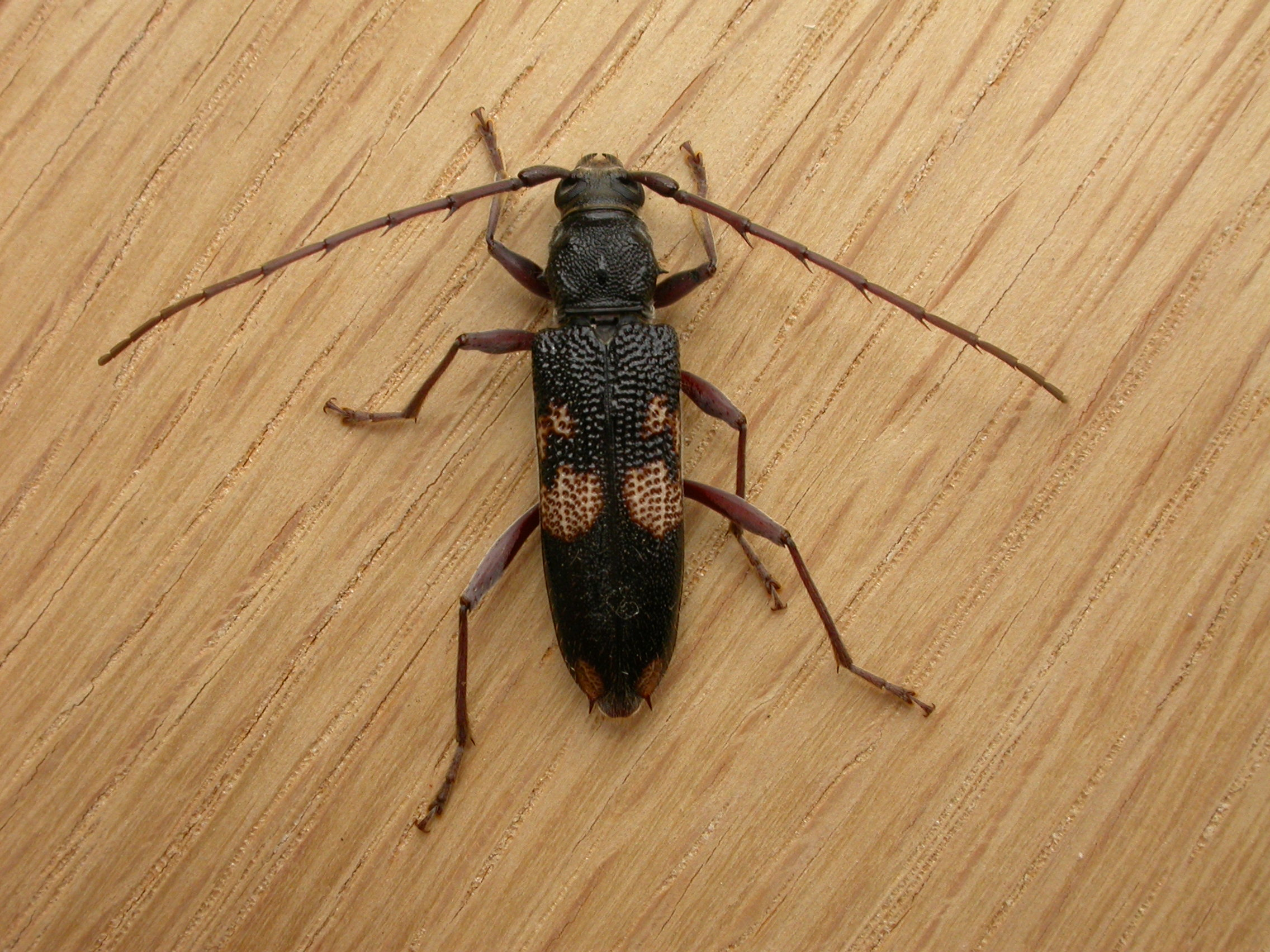